# Rodrigo Moreno Machado
Rodrigo Moreno Machado (Río de Janeiro, Brasil, 6 de març de 1991), és un futbolista brasiler nacionalitzat espanyol. Juga de davanter i el seu equip actual és l'Al-Gharafa, cedit pel l'Al-Rayyan. És internacional amb la selecció espanyola.

## Trajectòria
Va començar la seva carrera a l'Ureca (actualment Val Miñor) i posteriorment en les categories inferiors del Real Club Celta de Vigo, club que el va traspassar al Reial Madrid, on, després d'uns primers passos en el juvenil A, va anar ascendint progressivament. A finals del 2008 i començaments del 2009 ja jugava al Reial Madrid Castella, sent els últims partits titular i marcant gols (3). Encara que també ostenta la nacionalitat brasilera, juga amb les categories inferiors de la selecció espanyola.
Davanter molt complet amb una exquisida cama esquerra. Pot partir des de l'extrem o jugar com a referència en atac. El seu gran físic li permet anar-se'n amb facilitat dels defenses. Jugador amb gran verticalitat que té bon xut amb les dues cames. És internacional amb les categories inferiors de la selecció espanyola.
El 31 de juliol de 2010, Rodrigo va signar un contracte de cinc anys amb el SL Benfica per una suma reportada de 6 milions d'euros. El Reial Madrid tenia una opció de recompra del jugador per 12 milions d'euros durant les dues temporades següents; però, després del traspàs de Fábio Coentrão al club espanyol, ambdues parts van acordar cancel·lar la clàusula de recompra.
El 23 de juliol de 2014, Rodrigo va tornar a Espanya després d'arribar a un acord per un préstec d'una temporada amb el València CF. El 29 d'agost de 2020, el Leeds United FC va anunciar el fitxatge de Rodrigo amb un contracte de quatre anys per una quota rècord del club de 27 milions de lliures esterlines (30 milions d'euros). El 13 de juliol de 2023, el club de la Qatar Stars League, l'Al-Rayyan SC, va activar una clàusula de rescissió per descens inclosa en el contracte de Rodrigo amb el Leeds, fitxant el jugador.

## Selecció espanyola
Ha estat internacional amb les categories inferiors de la selecció espanyola. Va formar part de la selecció espanyola sub-19 que va disputar el Campionat d'Europa de la UEFA Sub-19 de 2010 en què la selecció espanyola hi va quedar subcampiona.
El juliol del 2012 va ser convocat per la selecció espanyola de futbol per representar Espanya als Jocs Olímpics de Londres 2012, una competició en què el combinat espanyol va caure eliminat en la primera lligueta. L'11 d'octubre de 2012, va marcar 4 gols davant Dinamarca Sub-21 en una victòria per 5-0 d'Espanya. Va formar part de l'equip sub-21 espanyol que va guanyar el Campionat d'Europa sub-21 el 2013

## Palmarès
SL Benfica
- 1 Lliga portuguesa: 2013-14
- 1 Copa portuguesa: 2013-14
- 2 Copes de la lliga portuguesa: 2011-12, 2013-14

València CF
- 1 Copa del Rei: 2018-19

Selecció espanyola
- 1 Lliga de les Nacions de la UEFA: 2022-23[15]
- 1 Campionat d'Europa sub-21: 2013[14]